# Naturschutzgebiet Hohenhager Bachtal und Umgebung
Das Naturschutzgebiet Hohenhager Bachtal und Umgebung liegt im Stadtgebiet der kreisfreien Stadt Wuppertal zwischen den Stadtteilen Dönberg und Hatzfeld.
Es erstreckt sich entlang des Oberlaufes des Mirker Baches, der auch als Hohenhagener Bach bezeichnet wird. Zum Schutzgebiet gehören auch die Nebengewässer, die angrenzend landwirtschaftlich genutzten Flächen, der historische Hohlweg (Bodendenkmal (B036) „Alte Kohlenstraße“) zwischen der Horather Schanze und der Dönberger Straße und die direkt nördlich davon liegenden Feldgehölze und Quellbäche. Der nördlichste und zugleich höchste Punkt liegt am Zusammentreffen der Straßen Horather Schanze mit der Straße Zum Alten Zollhaus, beide Teile der L 433, die hier die Grenze nach Norden und Osten für das NSG bildet. Von dort fällt das Gelände stetig nach Südwesten ab und reicht etwa bis zur Gasreglerstation am Ende der Straße Hohenhagen.

## Beschreibung
Das 26,78 ha große Naturschutzgebiet steht seit 1992 durch Rechtsverordnung und seit 2005 durch rechtskräftigen Landschaftsplan unter Schutz. Es trägt die Kennnummer W-011.
Das Fachinformationssystem des Landesamtes für Natur, Umwelt und Verbraucherschutz in NRW beschreibt das Gebiet wie folgt:

„Der Bachlauf des Mirker Baches fliesst in seinem Oberlauf teils in kleinen Schwüngen, meist aber recht geradlinig durch Wiesen und Weiden nach Südwesten. Er wird von einem durchbrochenen Erlen- und Gebüschsaum bzw. von einem 10 m breiten Hochstaudenband begleitet.“

Untersuchungen des Fließgewässers und seiner Begleitstrukturen belegen die hohe Schutzwürdigkeit des gesamten, zusammenhängenden Auenbereiches mit zahlreichen nach § 62 LG NRW geschützten Biotopen wie Mädesüßfluren, Sumpf-Dotterblumenwiesen, Pestwurzfluren, Quellsümpfen, naturnahe Mittelgebirgsbachabschnitte mit Ufergehölzen sowie charakteristischen, z. T. gefährdeten Arten wie z. B. Blindschleiche, Erdkröte, Grasfrosch, Mädesüß-Perlmuttfalter.
Die Kartierung des Gebietes zeigte, dass  auch seltene Pflanzenarten wie Torfmoose (Sphagnum spec.), Teufelsabbiss (Succisa pratensis) und Sumpf-Schafgarbe (Achillea ptarmica) zu finden sind.

## Schutzziele
Schutzziele sind:
- Erhaltung und Entwicklung der vorhandenen Biotopkomplexe als Refugial- und Regenerationsraum für an Feuchtstandorte gebundene Tier- und Pflanzenarten,
- Erhaltung eines naturnahen, lokal bedeutsamen Fließgewässers mit typischer Fließgewässerfauna,
- Erhalt des Strukturreichtums des Bachtales mit Feucht- und Nassgrünland, Quellfluren und Feuchtbrachen, naturnahen Ufergehölzen aus Erlen, Eschen und Weiden sowie kleinen Waldbeständen mit Altholz und
- Erhalt aus landeskundlichen Gründen und wegen der besonderen Eigenart der kulturhistorisch bedeutsamen Strukturen mit alten Hecken, Wegebeziehungen, und Spuren der historischen Nutzung (Meilerplätzen zur Herstellung von Holzkohle in den Wäldchen und Schlackenfunde).[3]

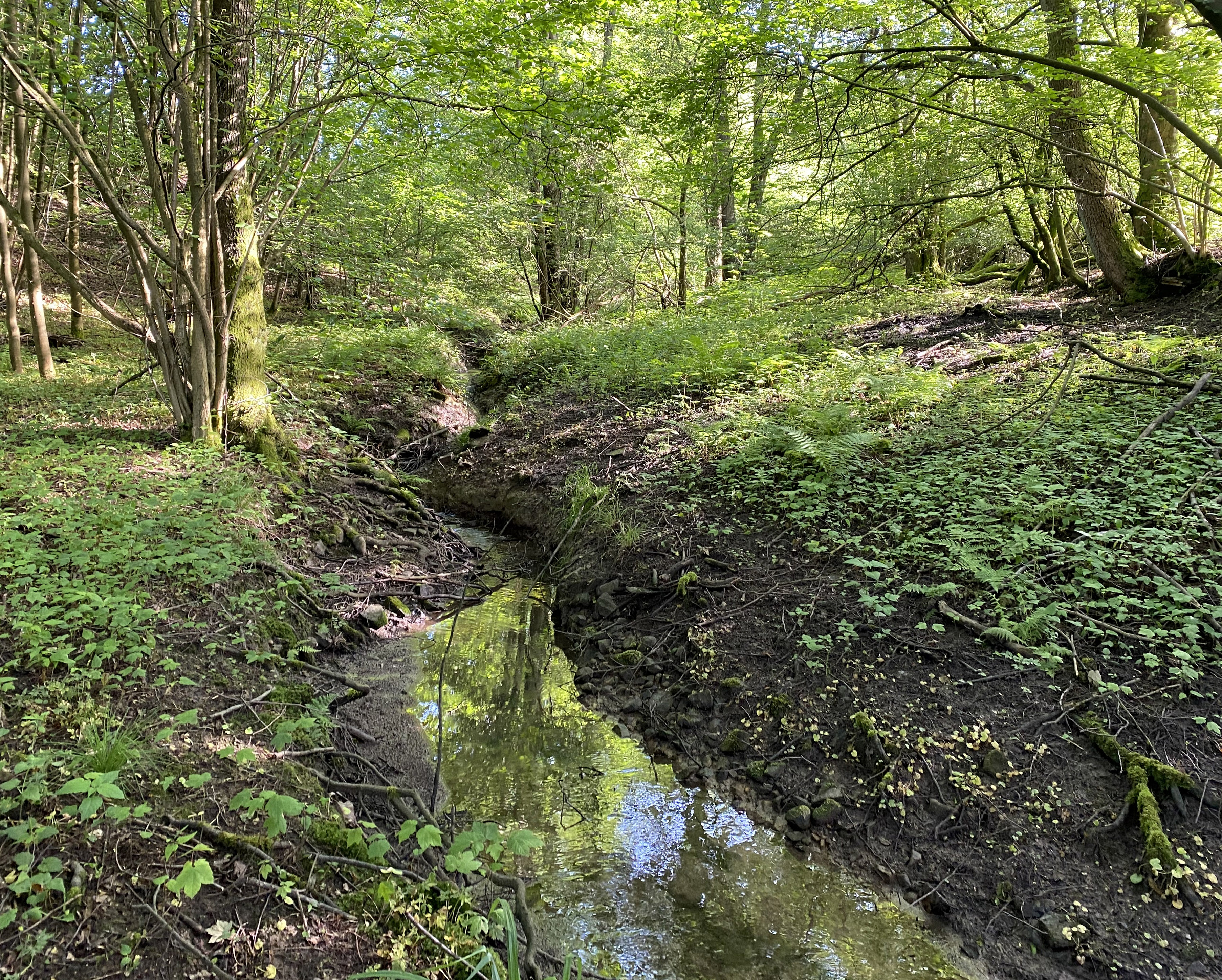
Mirker Bach im NSG
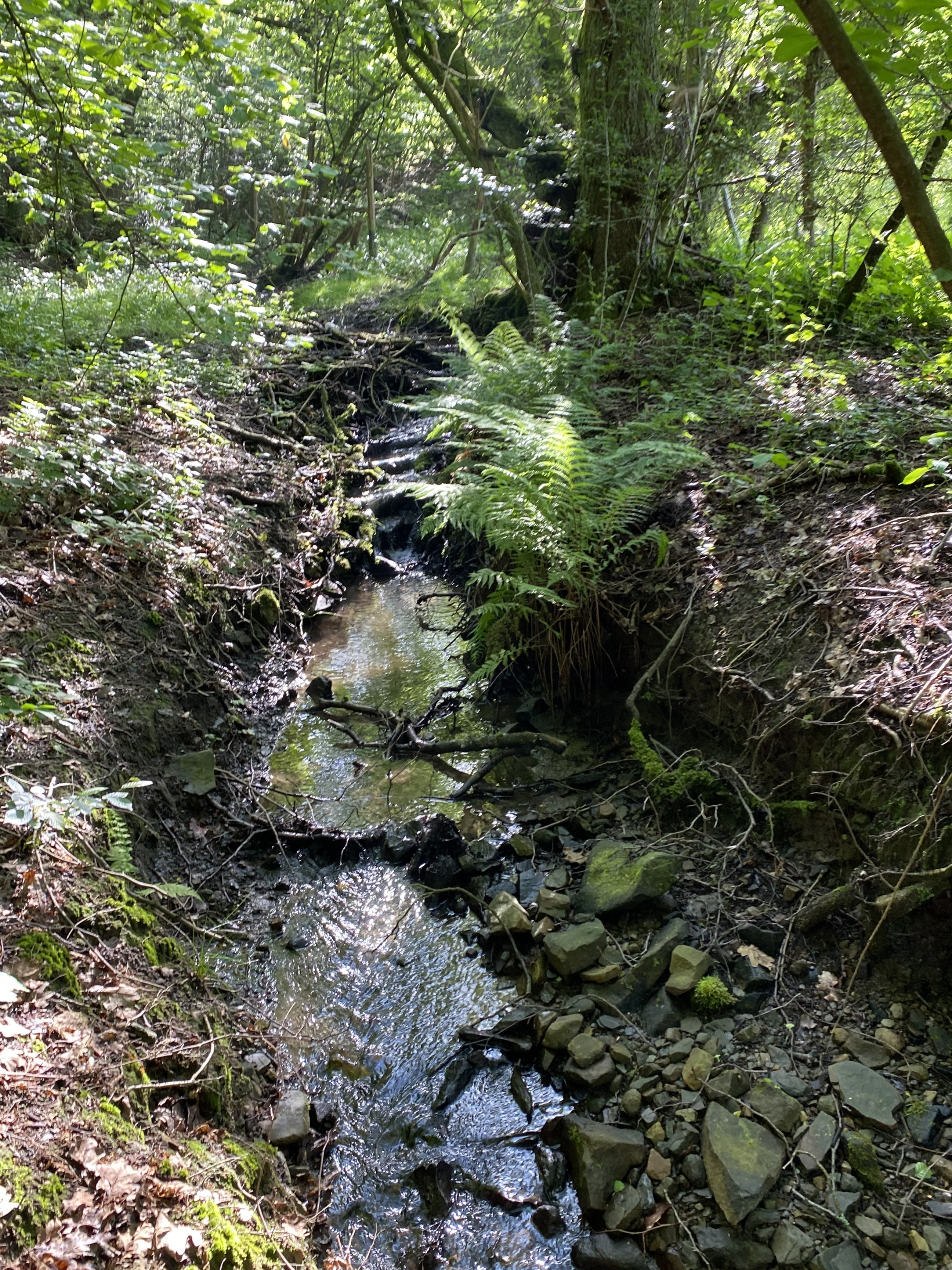
Steiniges Bachbett des Mirker Baches
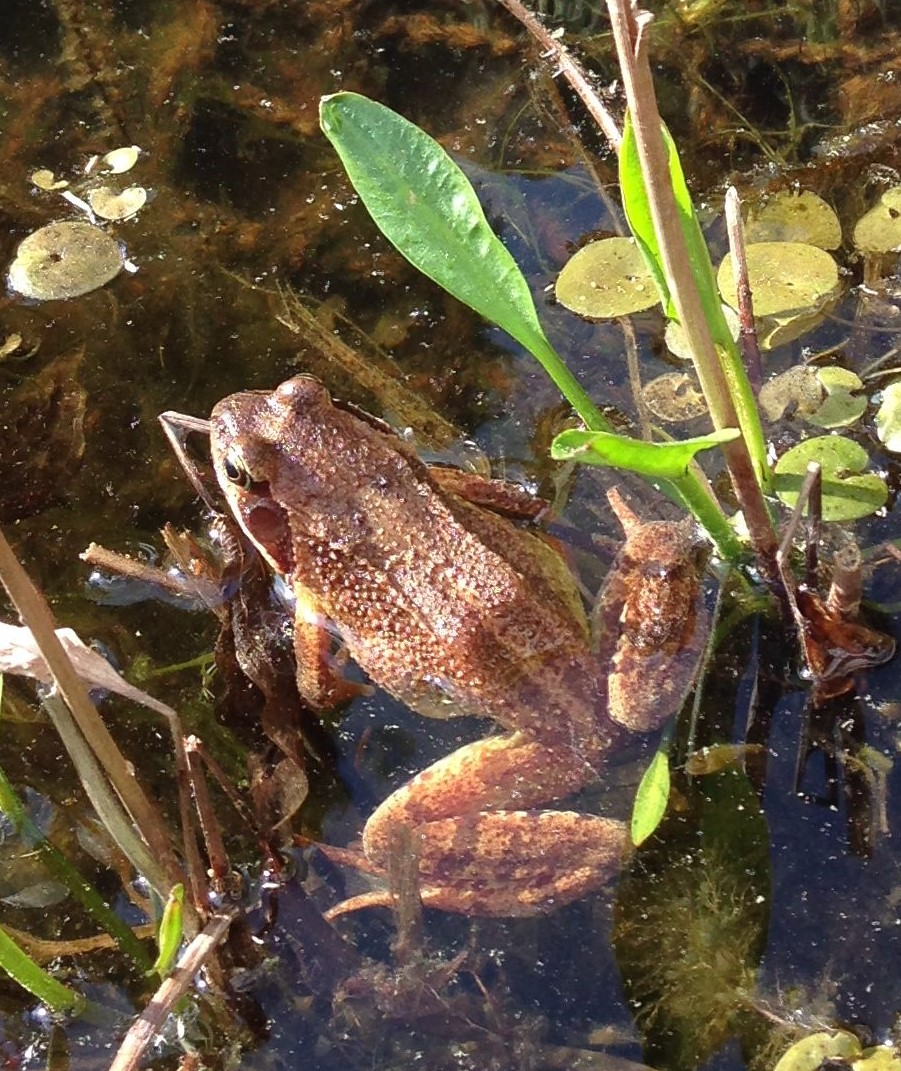
Grasfrosch (Rana temporaria)
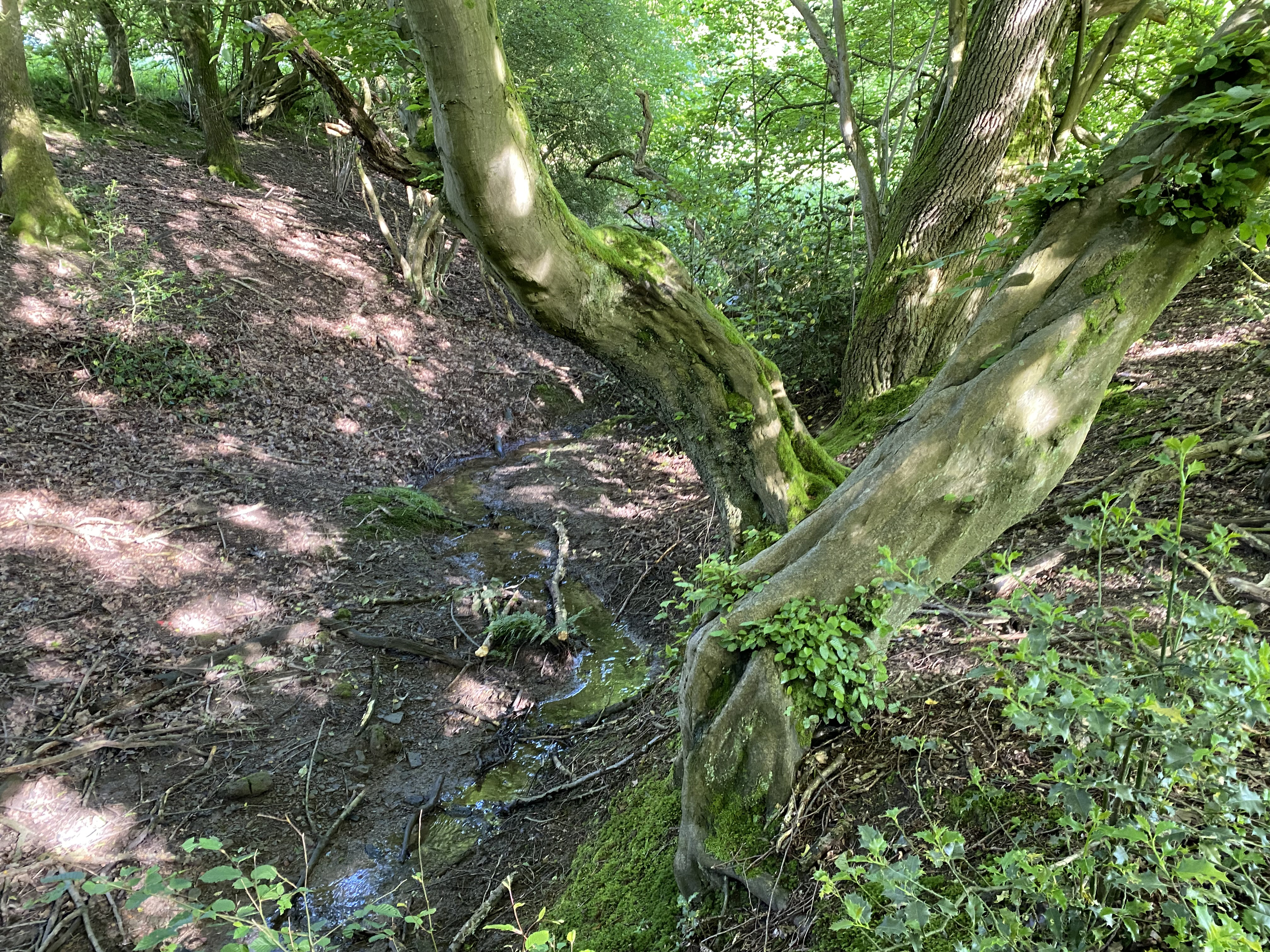
Quellgebiet Hohenhager Siefen (re. Seitenbach des Mirker Baches)
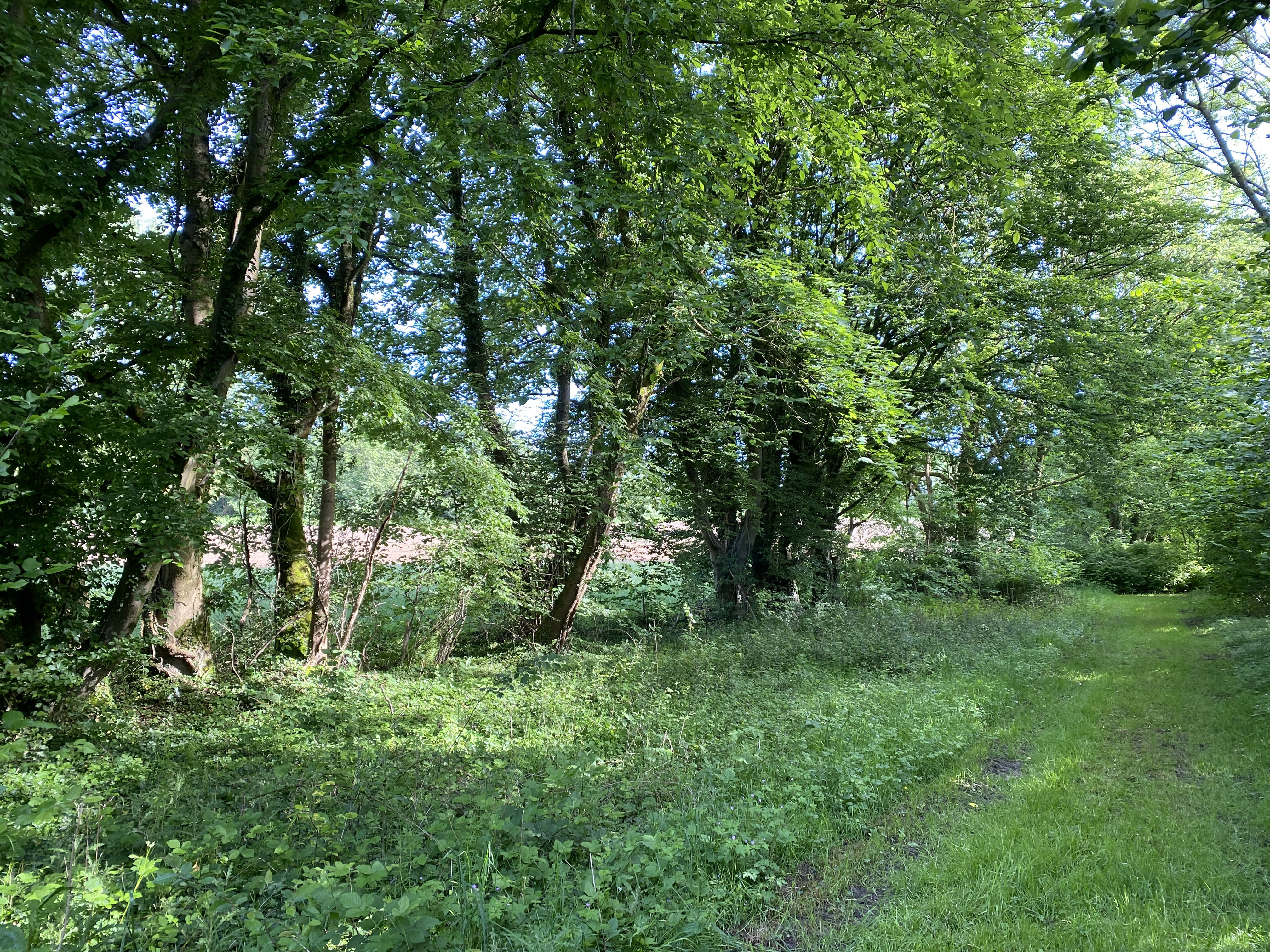
Ufergehölz begleitet den Oberlauf des Mirker Baches
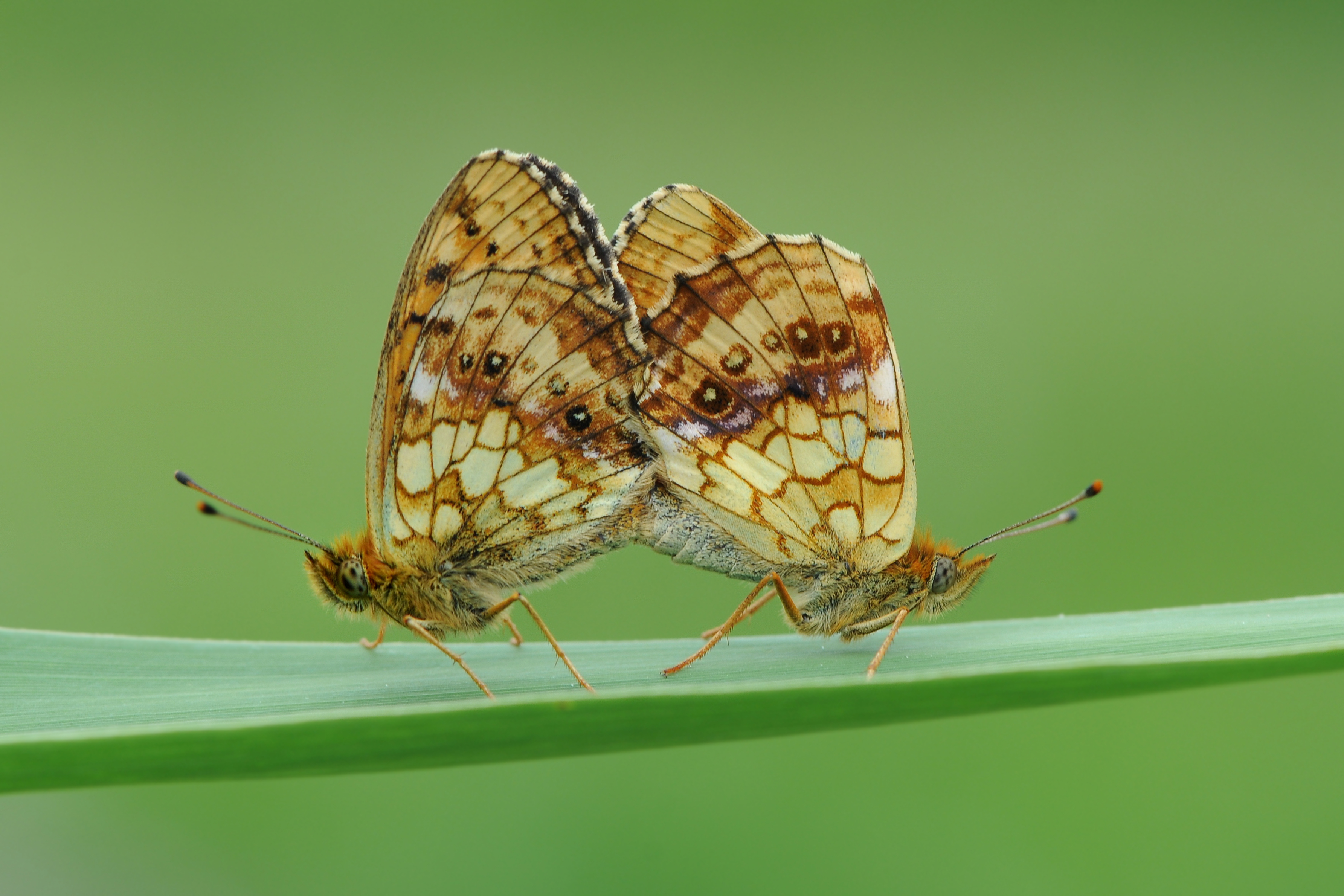
Mädesüß-Perlmuttfalter (Brenthis ino) – selten, aber heimisch im NSG
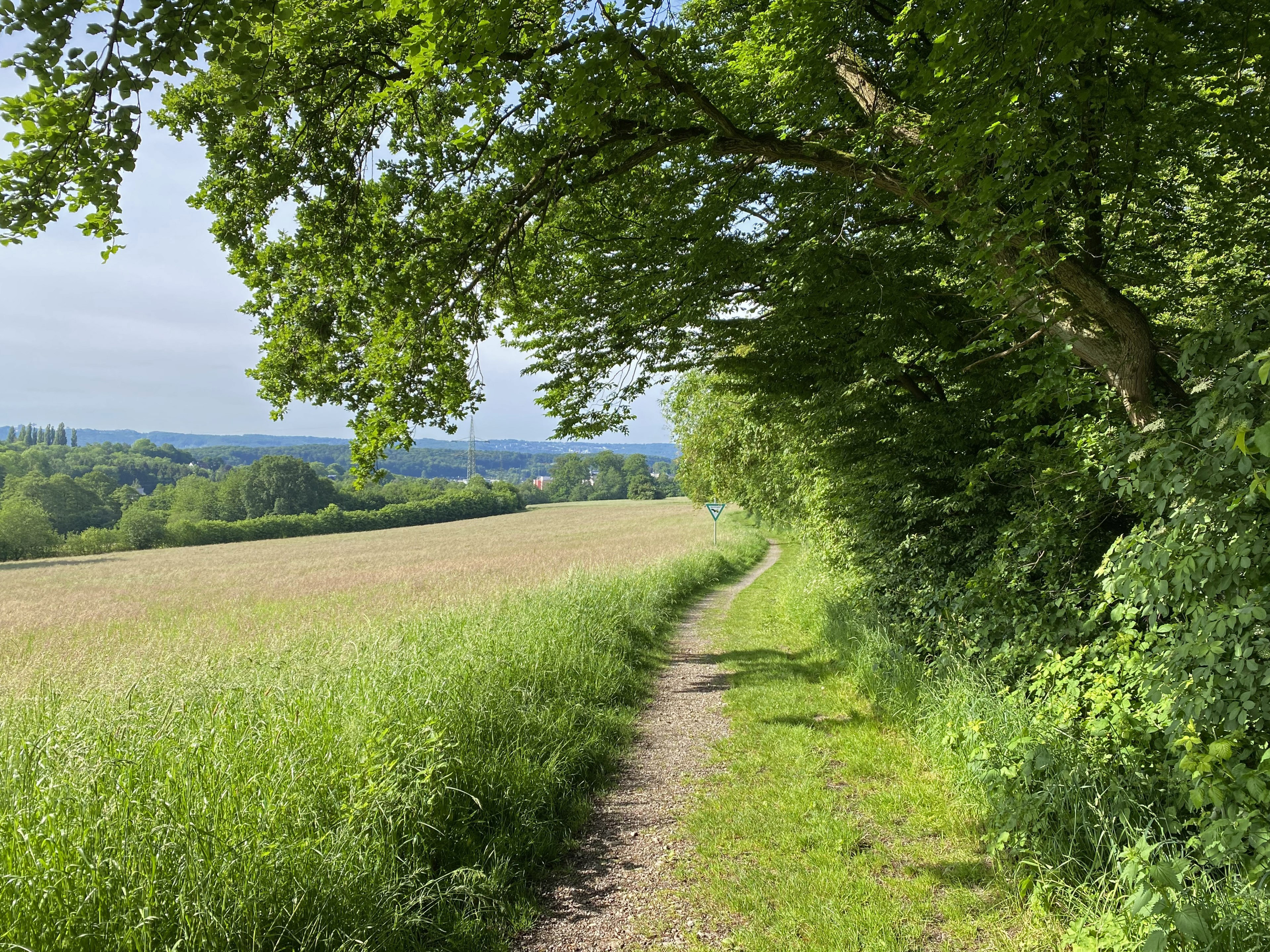
Landwirtschaftliche Fläche im NSG
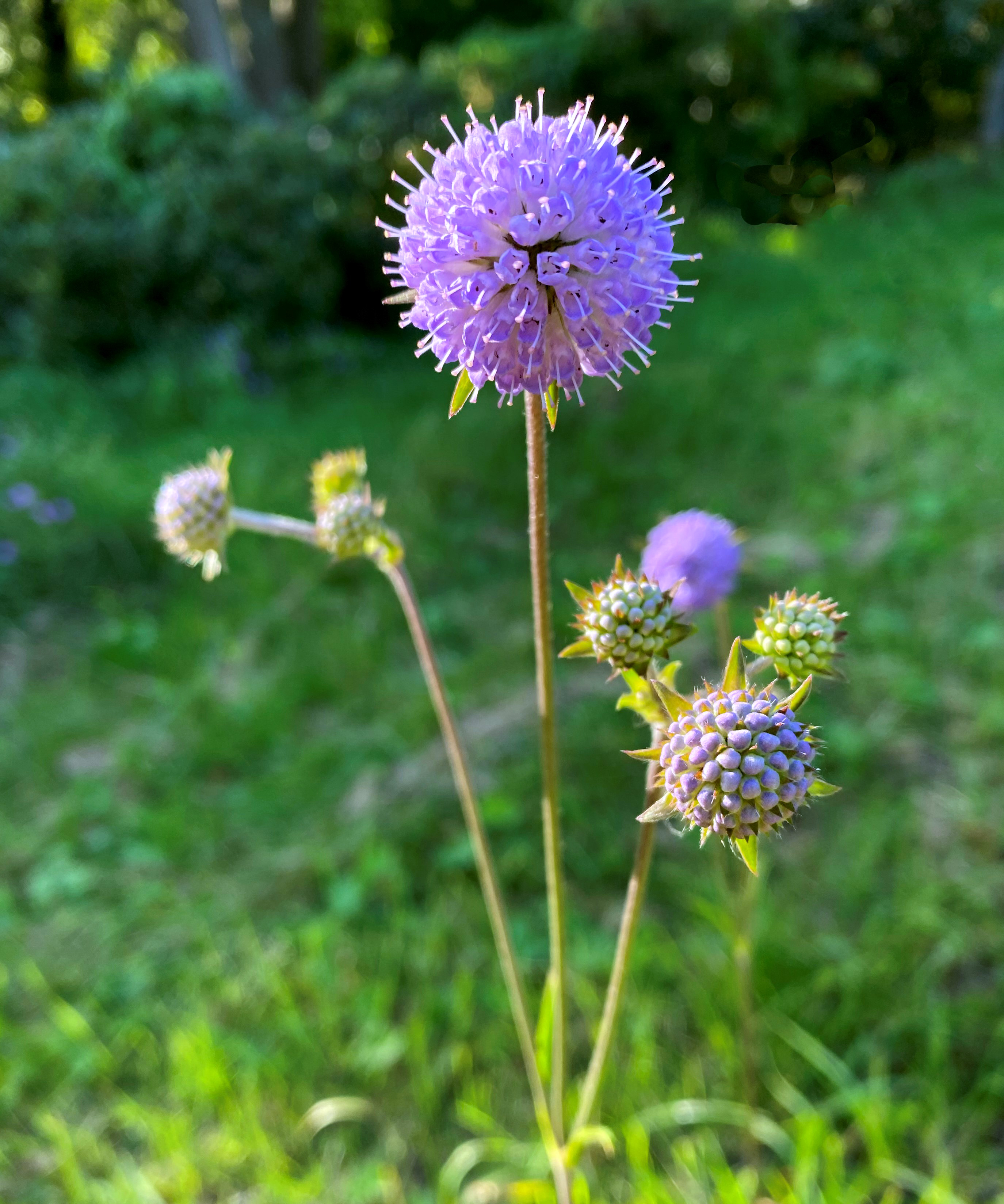
Teufelsabbiss (Succisa pratensis)
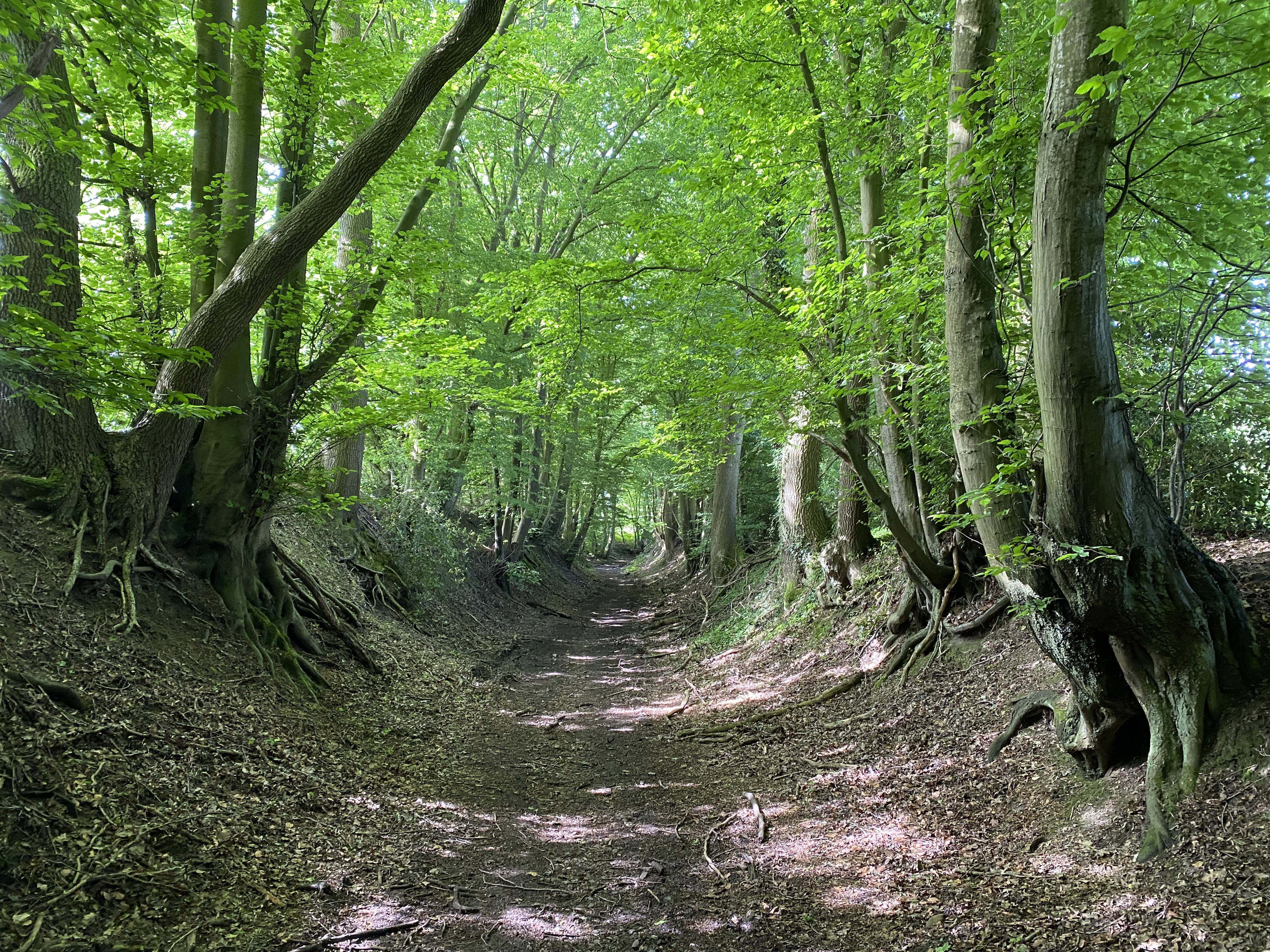
Bodendenkmal Hohlweg Alte Kohlenstraße
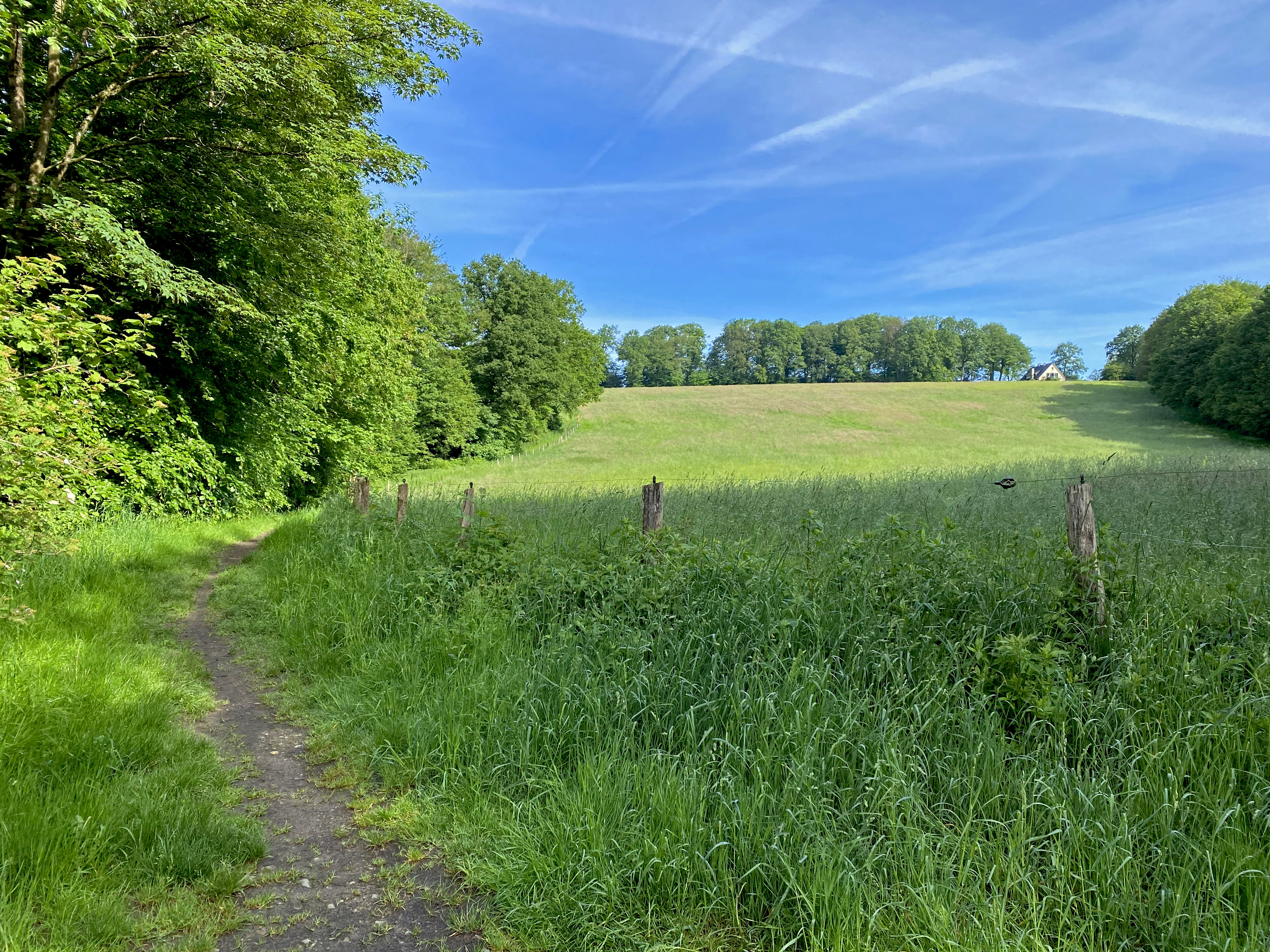
Wiese umrahmt mit Wald  u. Feldgehölz – nördl. Straße Hohenhagen